# Mesnilomyia longicornis
Mesnilomyia longicornis là một loài ruồi trong họ Tachinidae.